# ديمون هولينز
ديمون هولينز (بالإنجليزية: Damon Hollins)‏ هو لاعب كرة قاعدة أمريكي، ولد في 12 يونيو 1974 في فيرفيلد في الولايات المتحدة.

## وصلات خارجية
- ديمون هولينز على موقع دوري كرة القاعدة الرئيسي (الإنجليزية)
- ديمون هولينز على موقع الدوري الياباني لكرة القاعدة (الإنجليزية)
- ديمون هولينز على موقعبيزبول رفرنس.كوم (الدوري الرئيسي) (الإنجليزية)
- ديمون هولينز على موقعبيزبول رفرنس.كوم (الدوري الثانوي) (الإنجليزية)
- ديمون هولينز على موقع إي إس بي إن.كوم (أم.أل.بي) (الإنجليزية)
- ديمون هولينز على موقع مشجعي الرسوم البيانية (الإنجليزية)